# Liriomyza palauensis
Liriomyza palauensis este o specie de muște din genul Liriomyza, familia Agromyzidae, descrisă de Spencer în anul 1963. Conform Catalogue of Life specia Liriomyza palauensis nu are subspecii cunoscute.